# Бондарев, Лев Григорьевич
Лев Григорьевич Бондарев (3 ноября 1932, Тула, Московская область — 1 июня 2023, Тула) — советский и российский конструктор-оружейник, лауреат Государственной премии СССР.

## Биография
Родился 3 ноября 1932 года в Туле.
В 1955 году окончил Тульский механический институт по специальности «Элементы полигонных установок» и был направлен в НПО «Сплав», в котором работал до 2015 года в должностях от инженера до начальника отдела № 11 и начальника головного конструкторского отдела. После выхода на пенсию — консультант главного конструктора НПО.
Участвовал в создании, испытании и постановке на вооружение РСЗО «Град», «Ураган», «Смерч», в разработке широкого класса реактивных снарядов для РСЗО.
Получил 152 авторских свидетельства и патента на изобретения.
За разработку и постановку на вооружение РСЗО «Ураган» в составе авторского коллектива удостоен Государственной премии СССР (1976).
Лауреат премии имени С. И. Мосина (1969), премии имени А. Н. Ганичева.
Награждён орденом Трудового Красного Знамени, медалью ордена «За заслуги перед Отечеством» II степени, медалью «За доблестный труд» (1970), золотой медалью ВДНХ (18.07.1989), нагрудным знаком «Изобретатель СССР».
Умер 1 июня 2023 года.